# Cối xay sông băng

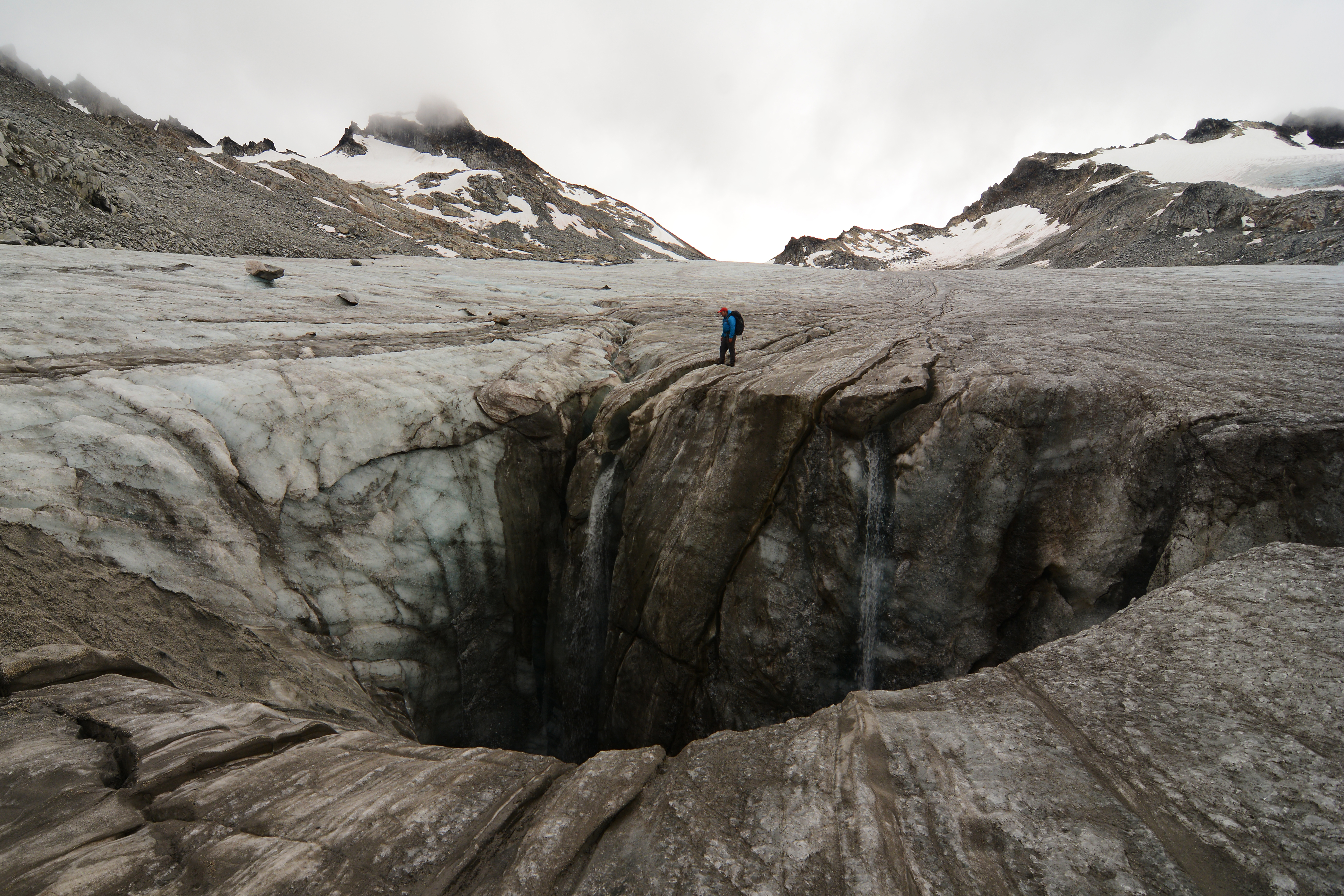
Cối xay sông băng lớn trên sông băng Snowbird, trong dãy núi Talkeetna ở Alaska.

Sơ đồ các đặc trưng sông băng minh họa cách thức các cối xay sông băng vận chuyển nước bề mặt tới đáy sông băng.

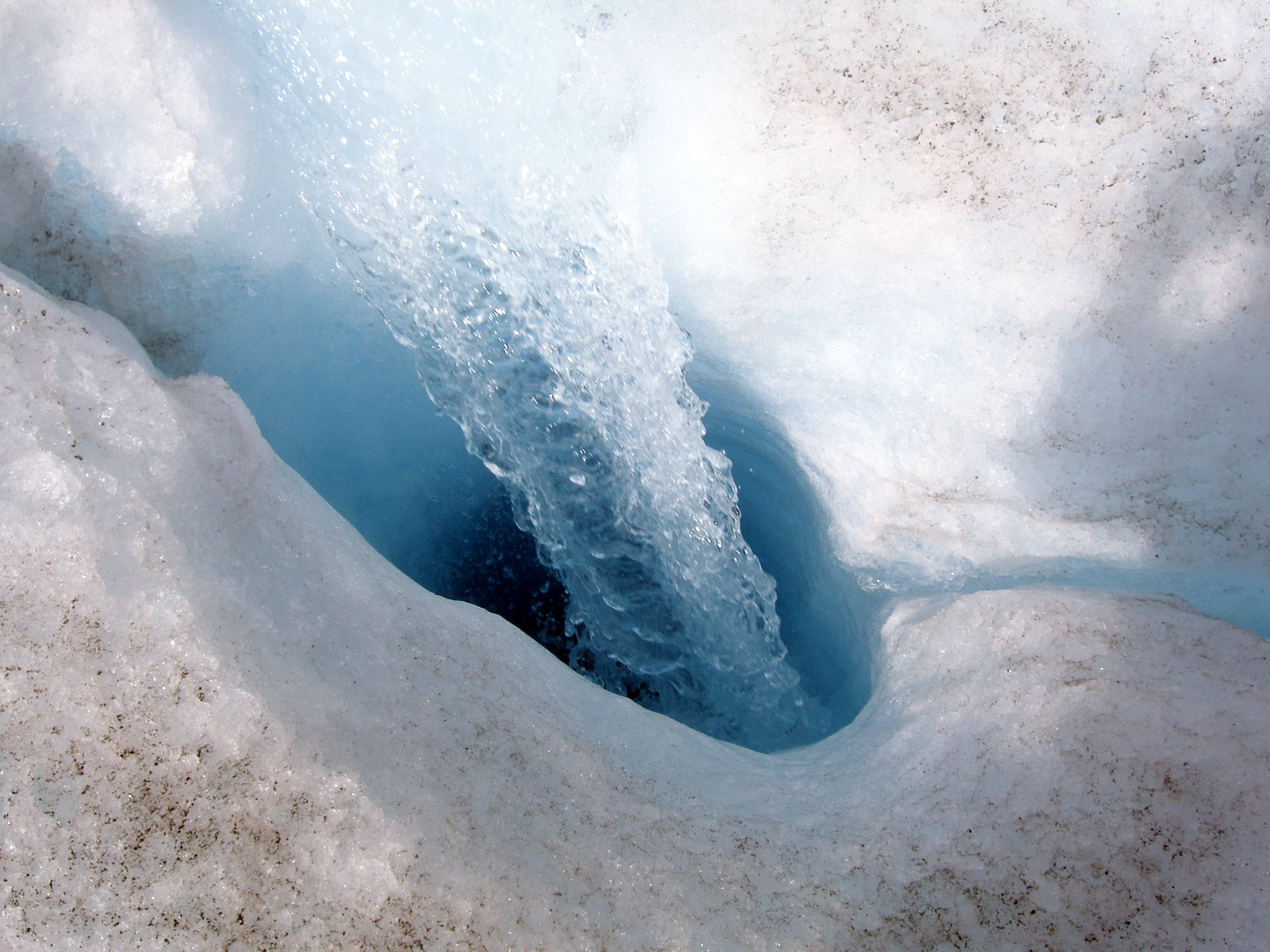
Nước bề mặt chảy vào một cối xay sông băng trên sông băng Athabasca

Cối xay sông băng, hố sông băng hay hang sâu sông băng là một đường ống trông giống như cái giếng gần tròn, thẳng đứng hay gần như thẳng đứng trong một sông băng hay dải băng mà qua đó nước từ bề mặt chảy xuống. Trong một số ngôn ngữ như tiếng Anh hay tiếng Pháp người ta gọi nó là moulin, trong tiếng Pháp có nghĩa là cối xay.
Các cối xay sông băng này có thể rộng tới 10 m và thường được tìm thấy trên các dải băng và các khu vực bằng phẳng của sông băng trong khu vực có các kẽ nứt ngang. Các cối xay sông băng có thể chạm tới đáy sông băng sâu vài trăm mét hoặc chỉ tới độ sâu của sự hình thành các kẽ nứt phổ biến nhất (khoảng 10–40 m) nơi có các con suối nước tan chảy chảy ngầm trong lòng sông băng. Chúng là nguyên nhân điển hình nhất của sự hình thành hang động sông băng.
Các cối xay sông băng là một phần cấu trúc nội tại của các sông băng để chuyên chở nước tan chảy từ bề mặt xuống tới nơi nó có thể xuống tới. Nước từ cối xay sông băng thường thoát khỏi sông băng ở đáy của nó, đôi khi đổ vào biển, và đôi khi đáy của cối xay sông băng có thể lộ ra trên mặt của một sông băng hay ở rìa của một khối băng tù đọng.
Nước từ các cối xay sông băng có thể giúp bôi trơn đáy sông băng, ảnh hưởng tới chuyển động sông băng. Với một quan hệ thích hợp giữa dải băng và địa hình, đoạn đầu của nước trong cối xay sông băng có thể cung cấp năng lượng và môi trường cho sự hình thành của thung lũng đường hầm. Vai trò của nước cối xay sông băng trong bôi trơn đáy các dải băng và sông băng là phức tạp nó có liên can tới tăng tốc các sông băng và vì thế liên can tới tốc độ tan vỡ sông băng.